# 帖古思不花
帖古思不花（?—?），元朝大臣，元惠宗时中书平章政事。
至正二十五年（1365年），帖古思不花受元惠宗密旨和威顺王和尚、上都马、伯颜达儿、火你忽都、洪宝宝、黄哈剌八秃、龙从云勇士金那海刺杀拥兵京师的权臣孛罗帖木儿，因功与洪宝宝、捏烈秃升任中书省平章政事。另有武平王帖古思不花。